# Холин, Николай Александрович
Никола́й Алекса́ндрович Холин (4 (16) декабря 1897 — 8 ноября 1973, Москва) — советский специалист в области строительных конструкций, действительный член Академии строительства и архитектуры СССР (с 1956). Член КПСС с 1920 года. После окончания в 1925 Московского института инженеров транспорта (МИИТ) работал в ряде строительных организаций. Николай Холин руководил Мостотрестом с 1937 по 1942 год. В 1935 под его руководством построен совмещенный мостовой переход через Ангару в Иркутске длиной 1245 метров". Впервые в СССР главное русло реки в экстремальных условиях Восточной Сибири было перекрыто железобетонными монолитными арками с пролетами 70—80 м. Под его началом трест значительно расширил границы своей деятельности, построил большие и внеклассные мосты, заложил основы научно-технического прогресса в отечественном мостостроении. В 1942 году Н. Холин назначен начальником Мостового управления ГУВВР, под эгидой которого за годы войны было восстановлено и построено 2760 крупных мостов общей протяженностью 242 километра. В 1945—54 — начальник Главмосстроя, с 1954 — заместитель министра транспортного строительства СССР. Принимал участие в проектировании и строительстве ряда мостов (через Волгу у г. Костромы, через pеки Шат, Шатец, Ангару у Иркутска и др.) и ж.-д. линий. Руководил сооружением мостов через р. Днепр у городов Запорожье, Днепропетровск, Киев и др., а также восстановлением мостов, разрушенных в годы Великой Отечественной войны.

## Награды
Награждён орденами Ленина, Трудового Красного Знамени, Отечественной войны I степени, «Знак Почета», знаком «Почётный железнодорожник».